# 랴오닝 톄런
랴오닝 톄런(Liaoning Tieren FC)은 중국 축구 협회의 허가를 받은 중국 갑급리그 소속의 프로 축구단으로 랴오닝성 선양시를 연고지로 두고 있으며 선양 올림픽 스포츠 센터 스타디움을 홈 그라운드로 사용하고 있다.

## 선수 명단

### 현역
참고: FIFA 자격 규정에 따라 소속된 국가대표팀 국기를 표시합니다. 선수는 복수의 FIFA 비회원국 국적을 가지고 있을 수 있습니다.
| 번호 | 포지션 | 국적 | 이름     |
| ---- | ------ | ---- | -------- |
| 15   | DF     |      | 펠리페   |
| 22   | MF     |      | 쿠니모토 |

| 번호 | 포지션 | 국적       | 이름               |
| ---- | ------ | ---------- | ------------------ |
| 24   | MF     | 나이지리아 | 사비어 아이사 무사 |

## 역대 감독
| 감독   | 임기   |
| ------ | ------ |
| 리진위 | 2024 ~ |